# Polymorphidae
Polymorphidae is een familie in de taxonomische indeling van de Acanthocephala (haakwormen). De worm wordt meestal 1 tot 2 cm lang. Ze komen algemeen voor in het maag-darmstelsel van ongewervelden, vissen, amfibieën, vogels en zoogdieren.
Polymorphidae werd in 1931 ontdekt door Meyer.